# Nostalgia (album, Ivan Král)
Nostalgia je studiové album českého hudebníka Ivana Krále, vydané v roce 1995 u vydavatelství BMG Ariola. Na albu se nachází převážně autorské písně; dále pak jedna, kterou napsal Král společně se zpěvákem Iggym Popem, jedna od skupiny Lucie a jedna, kterou složil hudebník John Cale a zpěvačka Patti Smith. V této písni, nazvané „Perfect Moon“, samotný Král nehraje; je zde pouze zpěvaččin hlas doprovázený Caleovým klavírem. Na albu je zařazen také hit „Winner Takes All“.

## Seznam skladeb
| Pořadí | Název                 | Autor                                              | Délka |
| ------ | --------------------- | -------------------------------------------------- | ----- |
| 1.     | Perfect Moon          | Patti Smith, John Cale                             | 1:43  |
| 2.     | Rains Again           | Ivan Král                                          | 5:18  |
| 3.     | Winner Takes All      | Král                                               | 3:24  |
| 4.     | Shoes                 | Král                                               | 3:20  |
| 5.     | Speak to Me           | Král, Iggy Pop                                     | 3:18  |
| 6.     | Bless You             | Král                                               | 5:01  |
| 7.     | No One                | Král                                               | 3:26  |
| 8.     | Second Morning        | Král                                               | 4:12  |
| 9.     | Nothing Lasts Forever | Král                                               | 4:56  |
| 10.    | Ahah                  | David Koller, P.B.CH., Robert Kodym, Michal Dvořák | 3:33  |
| 11.    | Seems Like Days       | Král                                               | 3:33  |
| 12.    | Love You to Death     | Král                                               | 3:09  |

## Obsazení
- Ivan Král – zpěv, kytara, baskytara, klávesy
- Andrej Šeban – kytara, klávesy
- Emil Frátrik – bicí
- Marek Minárik – baskytara
- Patti Smith – zpěv (1)
- John Cale – piáno (1)